# Retrato de uma Jovem Menina (Christus)
O Retrato de uma Jovem é uma pequena pintura sobre painel, em óleo sobre carvalho, do pintor flamengo Petrus Christus. Esta pintura foi terminada no final da sua vida, entre 1465 e 1470, e encontra-se exposta na Gemäldegalerie, em Berlim. O trabalho representa um avanço no estilo de Christus e, também, nos retratos contemporâneos. O sujeito da pintura está colocado numa posição graciosa, tridimensional e realista, e olha directamente para o observador numa expressão reservada, contudo alerta e inteligente.
Esta pintura é considerada como um dos retratos mais requintados do Renascimento nórdico. O historiador de arte Joel Upton descreve a jovem como fazendo lembrar "uma pérola polida, quasi-opalescente, em cima de uma almofada de veludo preto." O painel revela algumas influências dos primeiros pintores da Renascença nórdica como Jan van Eyck e Rogier van der Weyden, dois pioneiros da escola flamenga primitiva. Christus é considerado como um dos principais pintores da geração seguinte. O painel foi muito influente nas décadas que se seguiram ao seu término. A sua atracção deve-se, em parte, ao olhar intrigante, acentuado pelo facto de os seus olhos não se encontrarem alinhados, enquanto as sobrancelhas estão ligeiramente inclinadas.

## Descrição
Christus enquadra o seu modelo num cenário arquitectural rígido e equilibrado. A jovem está posicionada no interior de um espaço rectangular apertado, à frente de uma parede apainelada. A imagem é dividida pelas linhas paralelas horizontais do lambril e da sua blusa, que se encontram no triângulo invertido formado pelo corte do seu vestido. O desenho do fundo da pintura integra algumas convenções contemporâneas da ilustração de retratos: Christus coloca o modelo em frente de uma parede castanho-escura com pouco detalhe, contrastando com os interiores elaborados de Jan van Eyck, o qual é muitas vezes apontado como o mestre de Christus. O fundo é definido pelo seu material, um dado de madeira ao longo do topo e o painel que forma a zona mais baixa. A parede coloca a jovem num interior real, talvez com o objectivo de representar um espaço no interior da sua casa.

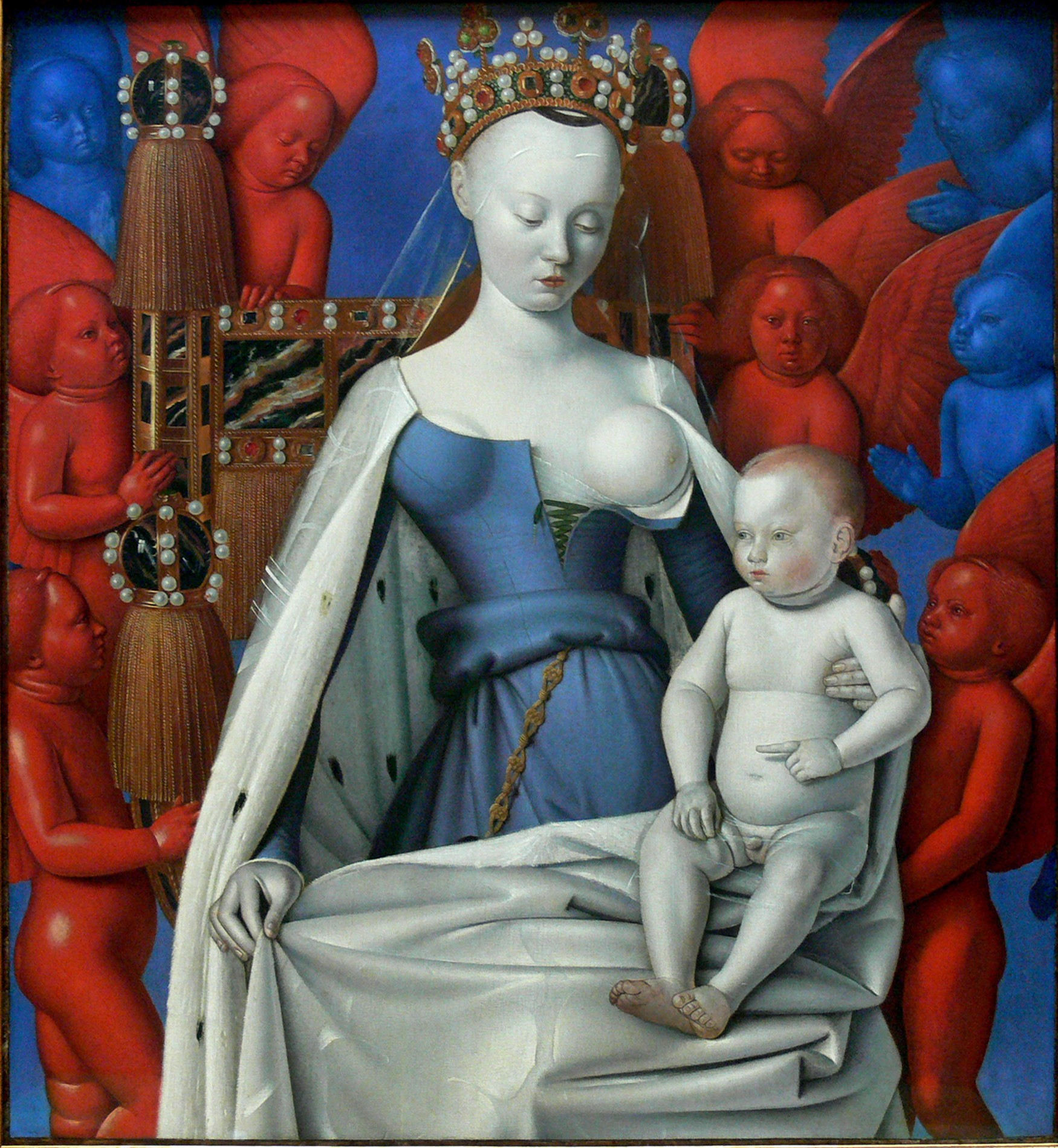
Painel da direita do Díptico de Melun, Jean Fouquet, 1452. Museu Real de Belas Artes de Antuérpia. Este retrato mais antigo reflecte o ideal gótico que se pode observar na pintura de Christus.

A luz ilumina o espaço, a partir do lado esquerdo, criando sombras na parede, sendo a mais forte aquela criada pelo hennin da jovem. A profundidade do espaço dada pela parede de fundo, fornece  a abertura para aquele detalhe, algo que Charles Sterling crê que foi herdado de Van Eyck. A luz cria uma sombra sombria e curva na parede por trás da rapariga, servindo, assim, de contraste ao contorno da face e linha de cabelo do modelo.

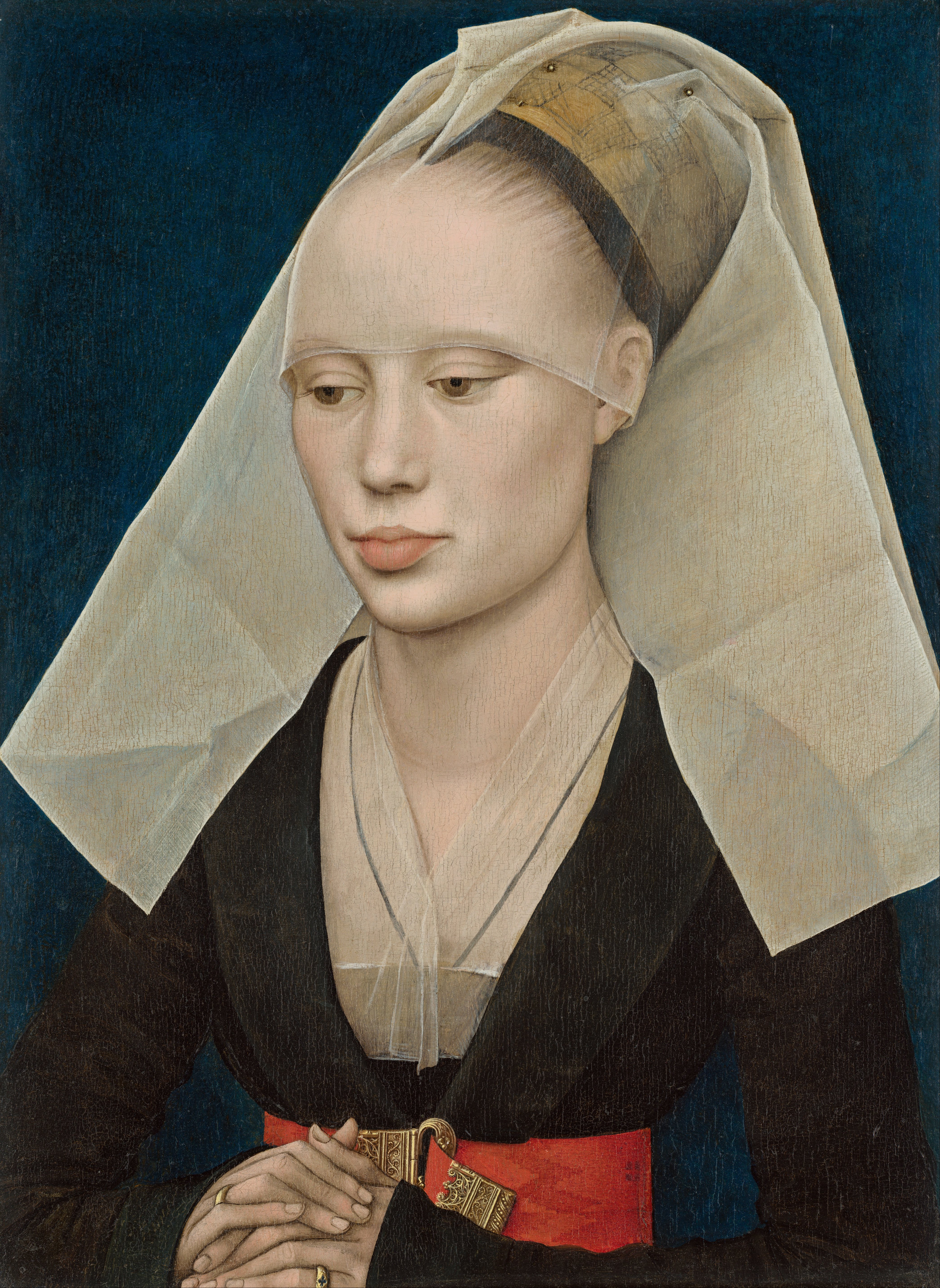
Retrato de uma Dama, Rogier van der Weyden, c. 1460. National Gallery of Art, Washington, D.C. Algumas semelhanças podem ser observadas nas feições e expressão deste modelo.

A jovem tem a pele pálida, de cor amendoada, olhos com traços asiáticos e uma boca petulante. O modelo reflecte o ideal gótico de feições alongadas, ombros estreitos, cabelo muito bem arranjado e uma quase irreal testa longa, um efeito conseguido pelo cabelo cuidadosamente puxado para trás e preso no topo. A jovem usa roupas e jóias caras, e aparenta ser invulgarmente elegante. O seu olhar está direccionado para fora do próprio quadro de forma obliqua, mas conscientemente, e de tal forma penetrante que alguns historiadores de arte a têm descrito como enervante. Joanna Woods-Marsden refere que transmitir a ideia de que o modelo ter a percepção de estar ser observado, não tinha, praticamente, precedentes, nem mesmo na pintura realizada em Itália. A sua percepção é acentuada pelo corte da pintura, o qual concentra a atenção do observador de tal modo invasiva que parece questionar a relação entre o artista, o modelo, o patrono e o observador.
O toucado é uma variante do hennin, então na moda na corte burgúndia. Um estilo muito semelhante, sem cauda, pode ser visto na mais velha de duas meninas nos painéis de Apresentação de Jesus no Templo do Mestre da Adoração dos Magos do Prado, um artista desconhecido aluno de Rogier van der Weyden. A banda de tecido negra por baixo do seu queixo não aparece com regularidade em outras imagens do mesmo período, e tem sido interpretada como um estilo copiado do  chaperon, o qual tem uma cauda comprida ou cornette, por vezes usada debaixo do queixo.
A influência de Van Eyck pode ser vista no delicado entranhado das texturas e dos detalhes do vestido, enfeites e adornos. A sua pálida tez e forte estrutura óssea, é habitual em Van Eyck, e lembra o modelo masculino de O Casal Arnolfini. Mas, de outra forma, Christus afasta-se das características de Van Eyck e Robert Campin. Reduz o ênfase no volume desses dois artistas, em favor do alongamento da forma; a fineza e altura da parte superior do corpo e cabeça são, segundo o historiador de arte Robert Suckale, "aumentados pela forma em 'V' do pelo de arminho e do chapéu cilíndrico." Para além disso, enquanto a primeira geração de pintores flamengos primitivos beneficiou do patronato da nova classe média emergente, secularizando os retratos e afastando-os da esfera da realeza, Christus desenha a jovem como aristocrata, altiva, sofisticada e muito bem vestida.

## Identidade do modelo

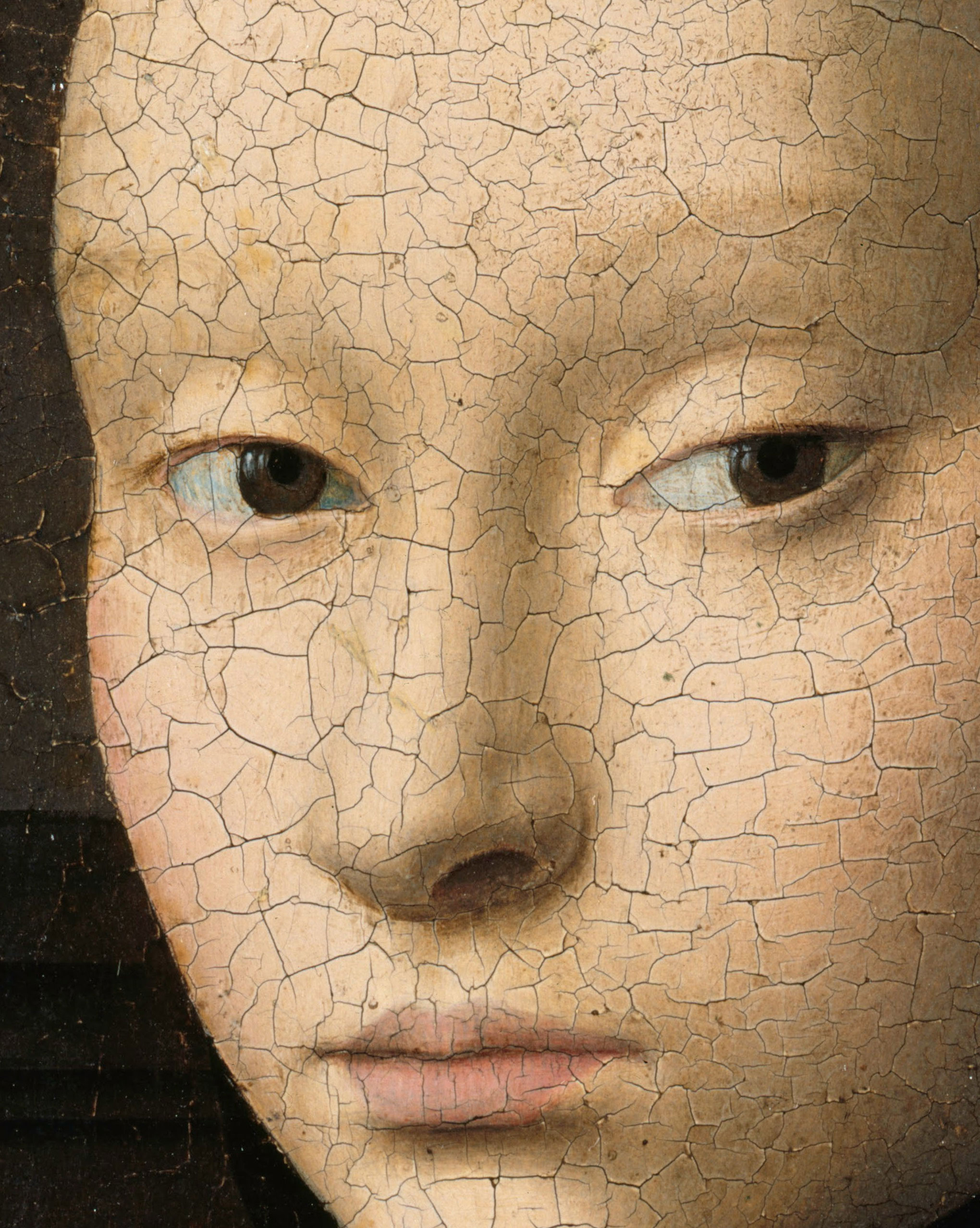
Detalhe do retrato mostrando várias rachas na pintura.

Numa carta datada de 1824 ou 1825, Gustav Waagen, mais tarde director dos Museus de Berlim, transmitiu a sua interpretação das inscrições em latim que ele tinha observado na moldura original do retrato, entretanto desaparecida. Para além da assinatura de Christus, ele encontrou uma identificação da jovem como sendo "uma sobrinha dos famosos Talbots" (eine Nichte des berühmten Talbots). A sua pesquisa levou ao consenso de que a rapariga era membro da família inglesa Talbots, uma família de prestígio, então liderada pelo Conde de Shrewsbury. Em 1863, George Scharf sugeriu que o retrato seria o painel da ala direita de um díptico de 1446, Retrato de Edward Grimston (ou "Grymston"), na National Gallery de Londres, levando a especulações de que a jovem seria a primeira mulher de Grimston, Alice. Esta teoria foi rejeitada por Grete Ring em 1913, com base no facto de que nem a dimensão nem o fundo dos painéis são semelhantes, e que oi painel de Berlim terá sido acabdo 20 ou 30 anos depois do retrato de Grimston.
Joel Upton, apoiando a análise de Waagen, investigou se o "famoso Talbot" seria John Talbot, 1.º Conde de Shrewsbury, morto na Batalha de Castillon em 1453. No entanto, John Talbot tinha apenas uma sobrinha, Ankaret, que morreu nova em 1421. Lorne Campbell sugere que dada a assinatura em latim, Waagen poderá ter interpretado erradamente a palavra "nepos", que também pode significar "neta". Upton conclui que a jovem seria antes uma filha de John Talbot, 2.º Conde de Shrewsbury, Anne ou Margaret. Os seus pais casaram entre 1444 e 1445, sugerindo que o modelo teria menos de vinte anos de idade na altura do retrato. Ela poderá ter viajado até Bruges  para estar presente no famoso casamento de Margarida de Iorque, em 1468, irmã de Eduardo IV de Inglaterra, com Carlos, Duque da Borgonha.

## Procedência
O registo mais antigo que se conhece desta pintura data de 1492, de um inventário da família Medici, onde é descrita como um pequeno painel com o busto de uma dama francesa, colorida com óleo, da autoria de Pietro Cresci de Bruges. No entanto, comparando com outras obras da colecção, parece que o escriturário não estava bem informado, e classificava todas as peças de arte do Norte da Europa como "francesas". A pintura tinha um valor invulgarmente elevado - cerca de 40 florins-, e encontrava-se bem visível. O registo apenas fazia referência à sua nacionalidade, não referindo a sua identidade, indicando que o retrato tinha um interesse mais estético do que histórico.

Mestre da Adoração dos Magos do Prado, Apresentação, c. 1470. Galeria Nacional de Arte, Washington

No século XX, Erwin Panofsky caracterizava a Christus como um dos grandes pintores do século XV do Norte da Europa, descrevendo o seu trabalho como um "retrato maravilhoso, com uma natureza quase francesa", parecido com a Virgem do Díptico de Melun de Jean Fouquet. Sterling dá sequência a esta ideia, referindo as semelhanças entre as duas mulheres, com o cabelo apanhado para trás e muito bem arranjado, estrutura óssea facial destacada, olhos oblíquos e expressões carrancudas.
O retrato entrou para a colecção real da Prússia em 1821 quando a colecção de Edward Solly foi adquirida pela recém-criada Gemäldegalerie em Berlim. Em 1825, a sua autoria foi imputada a Christus quando Waagen identificou o texto na moldura (entretanto desaparecida) "PETR XPI" diminutivo de "Petrus Christophori", o qual associou a "Pietro Christa" mencionado por Giorgio Vasari na edição de  1568 de Le vite de' più eccellenti pittori, scultori e architettori. Deste modo, Waagen também identificou o chamado Saint Eligius, um painel de Christus, actualmente no Metropolitan Museum of Art, de Nova Iorque (e classificado como apenas um retrato de um ourives), assinalandoa redescoberta do pintor após anos na obscuridade.
Antes desta identificação, várias das suas pinturas tinham sido atribuídas a Jan van Eyck, mas com a investigação de Waagen, estabeleceu-se Christus como um novo mestre. Sabe-se que Christus assinou seis outros trabalhos, algumas vezes com o texto "PETR XPI ME FECIT" (Petr Xpi fez-me). No século seguinte, foram elaboradas várias biografias sobre o pintor, à medida que os historiadores de arte – em particular Panofsky – foram distinguindo os seus trabalhos dos de Van Eyck.

## Datação

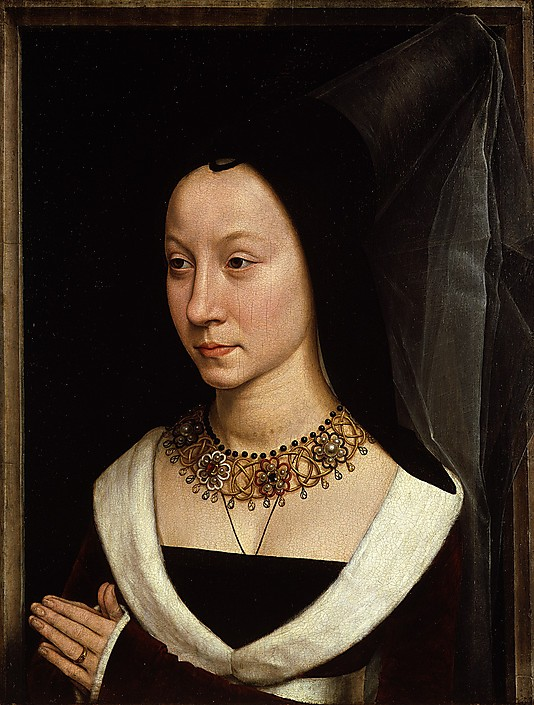
Maria Portinari (Maria Maddalena Baroncelli), Hans Memling, c. 1470. Metropolitan Museum of Art, Nova Iorque

A pintura foi datada de c. 1446 por Wolfgang Schöne na década de 1930, basicamente pela comparação do estilo e hábito das suas vestes com as tendências contemporâneas. No início do século XX, a data e autoria dos trabalhos então atribuídos a Christus foram colocados em causa. Max Friedländer propôs uma série de datas, e uma ordem dos seus trabalhos, no volume de 1957 do seu Early Netherlandish painting, mas muitos dos seus pressupostos foram contestados por Otto Pächt poucos anos mais tarde.
Em 1953, Erwin Panofsky estabeleceu que as datas de Schöne eram, pelo menos, vinte anos demasiado cedo. Na sua perspectiva, o vestido da jovem parece-se com a alta-costura burgúndia de finais da década de 1460 a meados da de 1470. Ele compara o hennin usado por Maria Portinari num retrato de c. 1470 de Hans Memling, e o seu vestido àquele usado por uma senhora numa iluminura dos anos 1470 de Froissart de Luís de Gruuthuse de Bruges. Sterling, datando o trabalho de c. 1465, refere que o hennin do painel de Berlim é de um tipo diferente daquele do da pintura de Nova Iorque. O hennin de Nova Iorque é mais comprido e aparenta ser de um estilo na moda um anos mais tarde, e, para além disso, falta-lhe o véu. Sterling nota ainda que o painel tem uma profundidade de campo maior e um detalhe de luminosidade mais complexo que os primeiros trabalhos de Christus. Nesta base, ele acredita que o retrato foi elaborado numa fase mais tardia da carreira do artista.